# Vuelo 602 de Iberia
El vuelo 602 de Iberia fue un vuelo nacional programado operado por la compañía española Iberia. El 7 de enero de 1972 un Sud Aviation SE 210 Caravelle VIR con matrícula EC-ATV , que realizaba el vuelo regular 602 (IB-602) entre Valencia e Ibiza (ambos en España), chocó en un monte de la sierra de Atalayasa mientras iniciaba la maniobra de aterrizaje. Fallecieron los 104 ocupantes de la aeronave.

## Aeronave

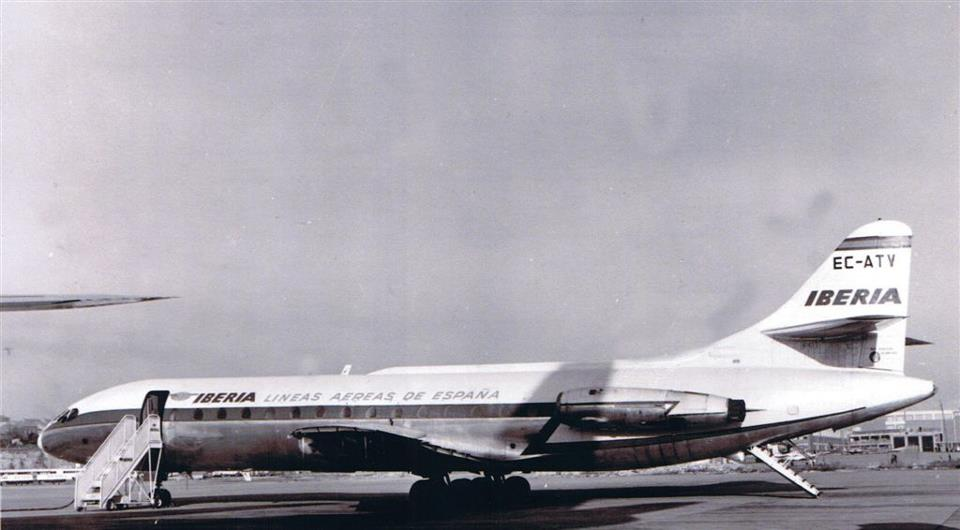
El avión siniestrado, en una imagen de enero de 1970.

Un Sud Aviation SE 210 Caravelle VIR con número de serie 163 y construido en 1963, es decir en 1972 contaba con 8 años y 7 meses de antigüedad.

## El accidente
El 7 de enero de 1972 el vuelo 602 era un vuelo doméstico que despegó del Aeropuerto de Valencia con destino a Ibiza. A bordo viajaban 6 tripulantes y 98 pasajeros, la mayoría valencianos que regresaban a Ibiza por trabajo después de las vacaciones. Aproximadamente a las 12:15 p.m., el capitán del avión contactó por radio con el aeropuerto de Ibiza solicitando permiso para descender a 1700 metros. Fuentes del aeropuerto de Ibiza informaron que también dijo: «Prepárame una cerveza, ya estamos aquí».
La aeronave se aproximaba a la pista 07 cuando descendió por debajo de los 610 metros. Según se informa, ni el capitán ni el copiloto se percataron del peligroso descenso, ya que estaban hablando de un partido de fútbol con el controlador de la torre del aeropuerto. El vuelo 602 impactó contra el Monte Atalayasa aproximadamente 27 metros por debajo de su cima de 462 metros. La aeronave explotó al impactar. Los 98 pasajeros y los 6 tripulantes a bordo fallecieron.
Las primeras noticias fueron muy confusas. A primeras horas de la tarde se dijo que el avión había caído al mar, al oeste de la isla de Ibiza, entre San Antonio y el islote de Conejera. Tampoco se supo en los primeros momentos si el accidente sobrevino antes o después de que el avión hubiera tomado tierra en Ibiza. Posteriormente se vio las dimensiones de la tragedia.
El estruendo del accidente en "Ses Roques Altes" se pudo oír en más de media isla. Los restos de pasajeros y tripulantes fueron recuperados por unos 200 efectivos, entre los que se contaban guardias civiles, militares y voluntarios. El viaje de regreso lo debería haber iniciado a las 13:10 horas con el número de vuelo IB-601.
Cuando sucedió fue el segundo accidente más grave de la historia aeronáutica española (por detrás del Accidente del Comet 4 de Dan Air).

## Investigación
Se determinó que el piloto no había mantenido la altitud mínima de vuelo para una aproximación visual a la pista 07.

## Menciones

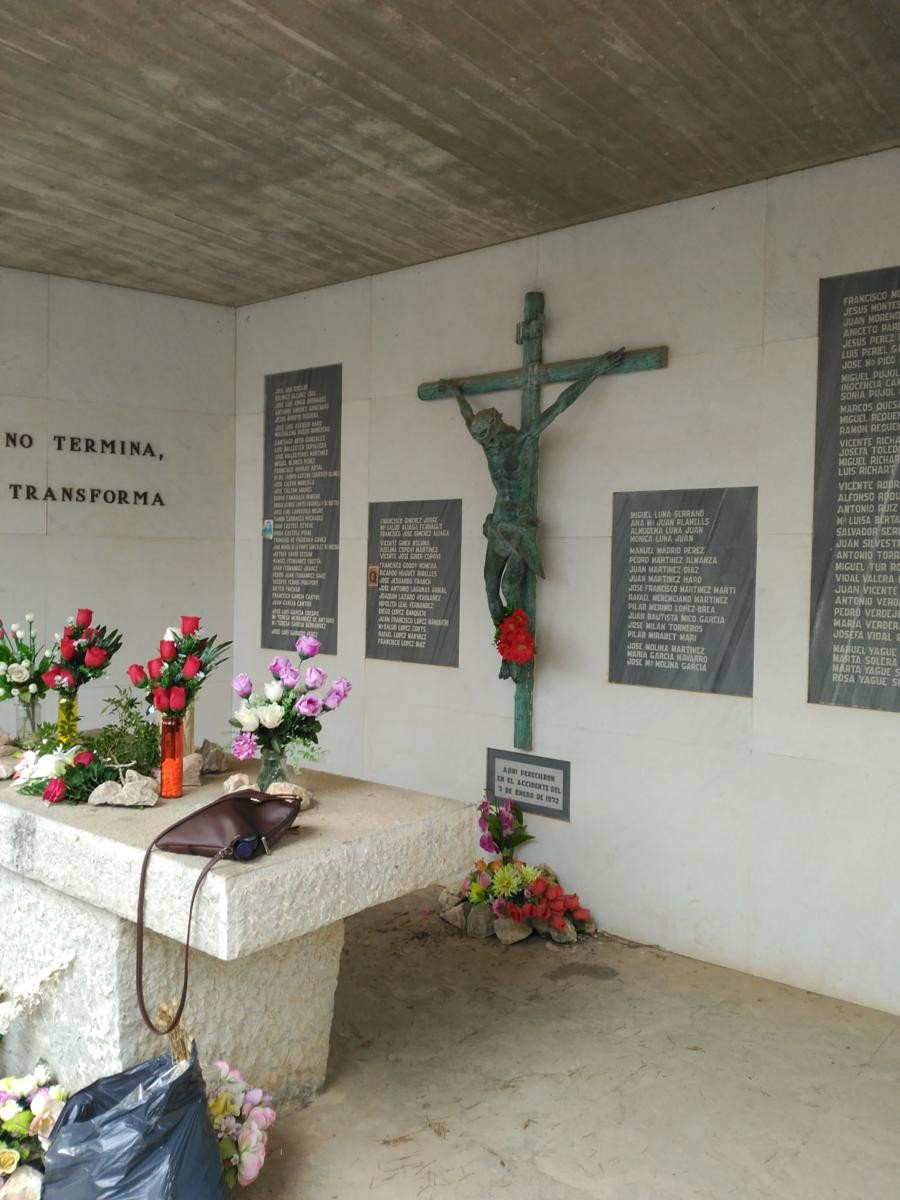
Altar en recuerdo de los fallecidos del accidente aéreo 7 de enero de 1972.

En el lugar de la tragedia, en Ses Roques Altes, se halla un altar con los nombres de todas las personas fallecidas. También se pueden observar pequeñas partes de los restos del avión siniestrado. 
El director ibicenco José Luis Mir realizó en 2011 un documental sobre el accidente, Ibiza: Vuelo 602. Asimismo, el programa de Cuatro Cuarto Milenio le dedicó un reportaje en octubre de 2011.
En el episodio 8 de la temporada, la serie española La ruta, emitida por Atresplayer Premium (2022), hace referencia al suceso en una escena situada en Valencia a principios de los 70, cuando Carmen le cuenta a su sobrino Marc, aún niño, que sus padres acaban de fallecer en un accidente aéreo en el vuelo de Valencia a Ibiza en el que viajaban por temas laborales relacionados con la construcción, y que él, por este motivo, se quedará a vivir con ella, con su tío Miguel y con su primo Lucas.[cita requerida]